# Euxootera ochropleurodes
Euxootera ochropleurodes là một loài bướm đêm trong họ Noctuidae.